# 뉴턴 퍼텐셜
수학에서 뉴턴 퍼텐셜(영어: Newtonian potential, 또는 Newton potential)은 벡터 미적분학에서 라플라시안의 음수 연산자에 대한 역으로 작용하는 연산자로, 무한대에서 충분히 부드럽고 빠르게 감소하는 함수에 대해 작용한다. 따라서 이는 퍼텐셜 이론에서 연구되는 기본적인 대상이다. 일반적인 특성상, 이는 원점에서 수학적 특이점을 가지는 함수, 즉 라플라스 방정식의 기본 해인 뉴턴 커널 {\displaystyle \Gamma }와의 합성곱에 의해 정의되는 특이 적분 연산자이다. 이는 처음으로 이를 발견하고 세 변수의 특수한 경우에서 조화 함수임을 증명한 아이작 뉴턴의 이름을 따서 명명되었으며, 이 경우 만유인력의 법칙에서 기본적인 중력 퍼텐셜로 사용되었다. 현대 퍼텐셜 이론에서는 뉴턴 퍼텐셜을 정전기 퍼텐셜로 간주한다.
콤팩트 지지를 가지는 적분 가능 함수 {\displaystyle f}의 뉴턴 퍼텐셜은 합성곱으로 정의된다.
{\displaystyle u(x)=\Gamma *f(x)=\int _{\mathbb {R} ^{d}}\Gamma (x-y)f(y)\,dy}
여기서 {\displaystyle d} 차원의 뉴턴 커널 {\displaystyle \Gamma }는 다음과 같이 정의된다.
{\displaystyle \Gamma (x)={\begin{cases}{\frac {1}{2\pi }}\log {|x|},&d=2,\\{\frac {1}{d(2-d)\omega _{d}}}|x|^{2-d},&d\neq 2.\end{cases}}}
여기서 ωd는 단위 d-공의 부피이다 (때로는 부호 규약이 다를 수 있다; (Evans 1998)와 (Gilbarg & Trudinger 1983) 비교). 예를 들어, {\displaystyle d=3}의 경우 {\displaystyle \Gamma (x)=-1/(4\pi |x|)}이다.
f의 뉴턴 퍼텐셜 w는 푸아송 방정식의 해이다.
{\displaystyle \Delta w=f,}
이는 함수의 뉴턴 퍼텐셜을 취하는 연산이 라플라스 연산자에 대한 부분 역연산이라는 것을 의미한다. 오토 횔더가 보여주듯이 f가 유계이고 국소적으로 횔더 연속이면 w는 고전적인 해, 즉 이계 미분 가능할 것이다. 연속성만으로도 충분한지는 미해결 문제였다. 이것은 w가 이계 미분 가능하지 않은 연속 f의 예시를 제시한 헨리크 페트리니에 의해 잘못된 것으로 밝혀졌다.
해는 유일하지 않은데, w에 어떤 조화 함수를 더해도 방정식에 영향을 미치지 않기 때문이다. 이 사실은 적절하게 정규화된 영역에서, 그리고 적절하게 잘 동작하는 함수 f에 대해 푸아송 방정식의 디리클레 문제에 대한 해의 존재성과 유일성을 증명하는 데 사용될 수 있다: 먼저 뉴턴 퍼텐셜을 적용하여 해를 얻은 다음, 조화 함수를 추가하여 올바른 경계 데이터를 얻도록 조정한다.
뉴턴 퍼텐셜은 더 넓게는 μ가 콤팩트 지지를 가지는 라돈 측도일 때 다음과 같은 합성곱으로 정의된다.
{\displaystyle \Gamma *\mu (x)=\int _{\mathbb {R} ^{d}}\Gamma (x-y)\,d\mu (y)}
이는 분포의 의미에서 푸아송 방정식
{\displaystyle \Delta w=\mu }
를 만족한다. 더욱이, 측도가 양측도일 때, 뉴턴 퍼텐셜은 Rd에서 준조화 함수이다.
f가 콤팩트 지지를 가지는 연속 함수 (또는 더 일반적으로 유한 측도)이며 회전 대칭성을 가지는 경우, f와 Γ의 합성곱은 f의 지지 바깥의 x에 대해 다음을 만족한다.
{\displaystyle f*\Gamma (x)=\lambda \Gamma (x),\quad \lambda =\int _{\mathbb {R} ^{d}}f(y)\,dy.}
d = 3 차원에서는 이는 구형 대칭 질량 분포 바깥의 작은 질량의 퍼텐셜 에너지가 큰 물체의 모든 질량이 그 중심에 집중된 것과 같다는 뉴턴의 정리로 귀결된다.
측도 μ가 Rd를 두 영역 D+와 D−로 나누는 충분히 매끄러운 초곡면 S(횬덜 클래스 C1,α의 리아푸노프 곡면) 상의 질량 분포와 관련될 때, μ의 뉴턴 퍼텐셜을 단일층 퍼텐셜이라고 한다. 단일층 퍼텐셜은 연속이며 S를 제외한 곳에서 라플라스 방정식의 해이다. 이는 닫힌 표면의 전하 분포와 관련된 정전기 퍼텐셜의 맥락에서 정전기학 연구에 자연스럽게 나타난다. dμ = f dH가 S상의 연속 함수와 (d - 1)차원 하우스도르프 측도의 곱이라면, S의 점 y에서 법선 미분은 층을 가로지를 때 f(y)만큼 불연속적으로 점프한다. 또한, w의 법선 미분은 S에서 잘 정의된 연속 함수이다. 이는 단일층을 라플라스 방정식의 노이만 문제 연구에 특히 적합하게 만든다.

## 같이 보기
- 이중층 퍼텐셜
- 그린 함수
- 리스 퍼텐셜
- 3변수 라플라스 방정식에 대한 그린 함수